# 湖北附地菜
湖北附地菜（学名：Trigonotis mollis）是紫草科附地菜属的植物，为中国的特有植物。分布于中国大陆的陕西、湖北等地，生长于海拔900米至1,100米的地区，常生长在山沟石壁和山谷河边，目前尚未由人工引种栽培。
其种加词“mollis ”意为“柔软的”。